# Powszelatkowate
Powszelatkowate, warcabnikowate, karłątkowate (Hesperiidae) – rodzina owadów z rzędu motyli.

## Opis
Motyle o rozpiętości skrzydeł do 75 mm (u gatunków europejskich do 30 mm) i silnie rozwiniętym tułowiu. Ich ciało jest grube i krótkie, a skrzydła w porównaniu z nim małe. Na szerszej od tułowia głowie leżą duże, szeroko rozstawione, nagie oczy, maczugowate i zwykle krótsze niż połowa długości przedniego skrzydła czułki oraz krótkie i szerokie głaszczki, których końcowe człony są nagie, a pozostałe silnie owłosione. Przednie skrzydła o zarysie trójkąta rozwartokątnego, tylne zbliżone do trójkąta równobocznego. Komórka środkowa długości około ⅔ skrzydła, na przednich skrzydłach zamknięta cienką żyłką, na tylnych zaś otwarta. Na przedniej parze jedna a na tylnej dwie żyłki aksylarne. Przy przednim brzegu lub w środkowej części skrzydeł przednich samców zlokalizowany może być narząd zapachowy. Wiele gatunków jest zewnętrznie bardzo podobnych i oznacza się je po budowie męskich narządów rozrodczych.
Latają szybko i nisko nad ziemią wydając charakterystyczny świst.

## Rozprzestrzenienie
Rodzina występuje na wszystkich kontynentach, szczególnie okazałych przedstawicieli można spotkać w Ameryce Południowej.
W Polsce występuje 17 gatunków (zobacz: powszelatkowate Polski).

## Systematyka

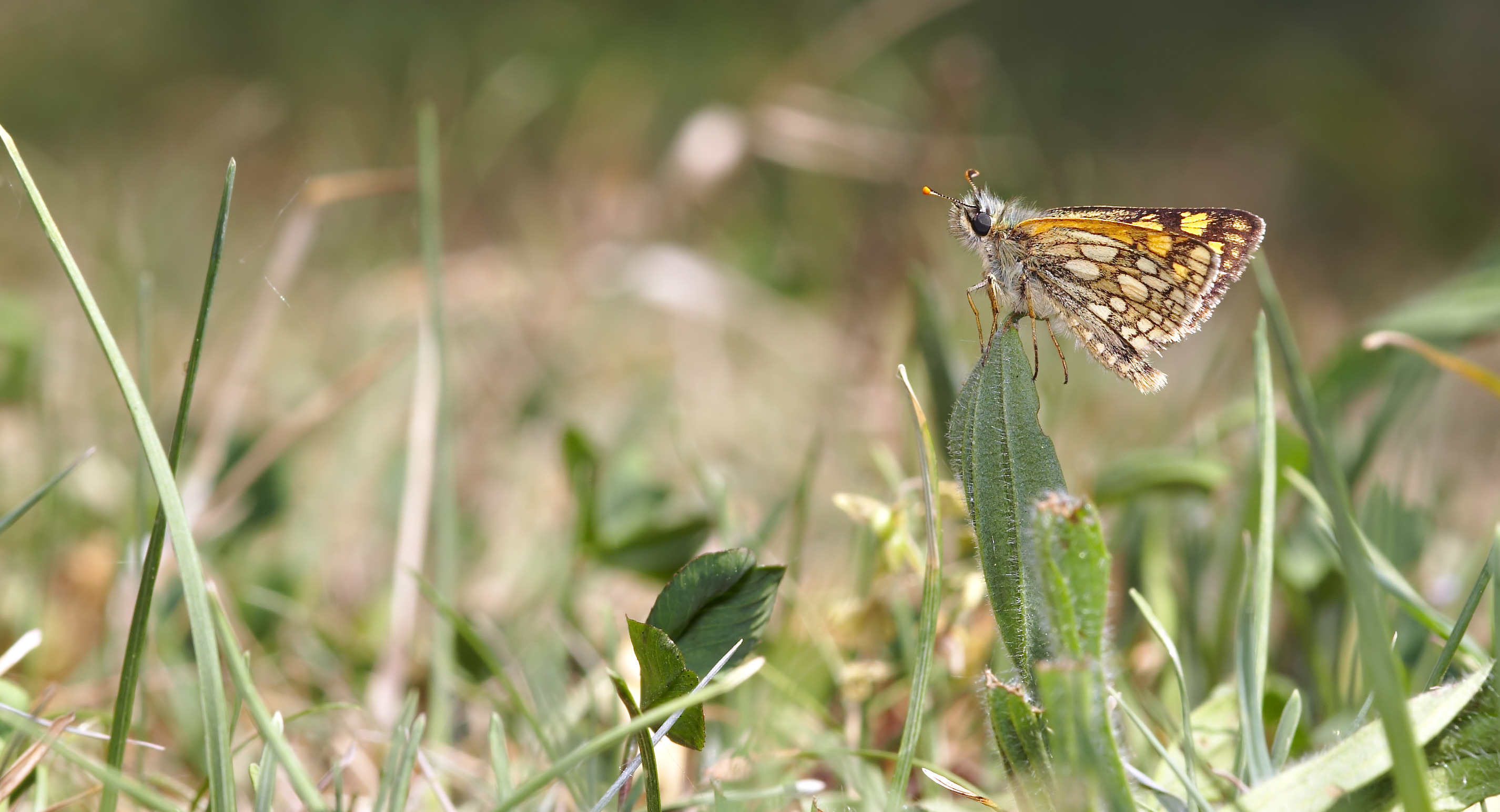
Kosternik palemon (Carterocephalus palaemon)

Rodzina liczy ok. 3500 gatunków i dzieli się na 7 podrodzin:
- Coeliadinae około 75 gatunków
- Hesperiinae ponad 2000 gatunków
- Heteropterinae około 150 gatunków
- Megathyminae około 18 gatunków
- Pyrginae około 1000 gatunków
- Pyrrhopyginae około 150 gatunków
- Trapezitinae około 60 gatunków